# Rola Dashti
Rola Dashti est une économiste et femme politique koweïtienne née en 1964.
En 2005, dès la promulgation du décret autorisant les femmes à se présenter aux élections, elle fait partie des premières candidates potentielles à se déclarer.
Elle se présente sans succès en 2006 et 2008. Lors des élections législatives de 2009, elle fait finalement partie des quatre premières femmes élues à l'Assemblée nationale. 

## Distinctions reçues
En 2009, elle reçoit le prix Nord-Sud aux côtés de Mikhaïl Gorbatchev.